# Louis-Philippe Loncke
Louis-Philippe Loncke es un explorador y aventurero belga, así como orador motivacional.  En 2008 fue el primero en cruzar a pie el desierto de Simpson en una travesía de norte a sur pasando por su centro geográfico.

## Primeros años y educación
Loncke nació en Mouscron, Bélgica, en una familia de fabricantes de muebles. Estudió ingeniería en ECAM en Bruselas, un máster en gestión industrial en KULeuven y gestión de tesorería en Amberes (University of Antwerp Management School).

## Carrera profesional

### Consultor de gestión[2]
Loncke comenzó su carrera como gerente de logística. Desde 1999, ha trabajado en diferentes puestos en más de 10 empresas.  Desde el 2007 trabajó como consultor de gestión, mayormente en tecnologías de la información. La habilidades que adquirió trabajando en el competitivo mundo corporativo le han sido muy útiles a la hora de planear sus expediciones de forma eficiente.  También es autodidacta en el campo de la fotografía, SEO, marketing y comunicación. Desde el 2006 es voluntario en la ONG Art in All of us donde fue elegido miembro de la junta de directores en el 2010.

### Aventurero y explorador
Loncke empezó a viajar en el 2000. En el 2002 tuvo que viajar a Singapur por motivos laborales y fue allí donde aprendió a hacer buceo. Para proseguir con su pasión (el buceo) viajó durante un año por Oceanía, entre el 2004 y el 2005. Empezó a hacer excursionismo y oyó hablar sobre aventureros y exploradores. Pero lo que verdaderamente despertó su interés fue ver la aclamada película Solo a través de Australia. De vuelta en Bélgica, conoció al escritor y aventurero Sylvain Tesson que le animó a continuar, tras lo que Louis-Philippe volvió a dejar Bélgica a Australia en el 2006 para comenzar sus tres primeras expediciones.
La primera expedición que hizo por sí solo y sin reabastecimiento a través de la Reserva Natural de Tasmania fue sin duda la más épica de las tres y la que le consiguió la atención de patrocinadores y el reconocimiento entre los exploradores australianos. Después de un año volvió a Bruselas y empezó a planear diferentes expediciones que no hubieran sido realizadas alrededor del mundo, la primera fue cruzar el desierto de Simpson en toda su extensión.
También ha organizado expediciones benéficas junto a medios de comunicación incluyendo el más alta degustación de chocolate en el Everest. En julio del 2010 recorrió Islandia de norte a sur. Hizo una parodia de un video promocional Islandés que se convirtió en un éxito en Islandia. Recientemente ha anunciado que volverá a Islandia para realizar el mismo viaje durante el invierno. Sus dos expediciones (por el desierto de Simpson e Islandia) forman parte de un programa científico en la Universidad de París llamado Estrés y toma de decisiones en ambientes extremos.

## Expediciones

### Marcas mundiales
- 2006 - Cruzando sin apoyo el parque nacional MacDonnell Oeste[7]
- 2006 - Travesía sin apoyo de la isla Fraser
- 2007 - Cruzando sin reabastecimiento la Reserva Natural de Tasmania.
- 2008 - Cruzando sin apoyo el desierto de Simpson de norte a sur pasando por su centro geográfico.[8][9]
- 2010 - Travesía sin apoyo a través de Islandia en verano[10][11]
- 2011 - Expedición BelgiKayak, tour en kayak por los canales de Bélgica.[12][13]
- 2012: Cruzando Polonia gracias al poder humano. A pie desde el Rysy a través de los montes Tatras, luego en kayak por el río Vístula hasta el mar Báltico.[14][15][16] Habló de la expedición a TEDxWarsaw 2013.[17]
- 2013 - Expedición TitiKayak con Gadiel Sánchez Rivera. La vuelta completa del lago Titicaca en kayak. Creación del primer inventario fotográfico del lago: tomaron coordenadas geográficas con GPS de la posición del límite entre el agua y el suelo y al lado las fotografías del fondo; también tomaron fotos bajo del agua en la costa norte de Bolivia para localizar a la Rana gigantesca Telmatobius culeus.[18][19][20][21] Él contó el objetivo de la expedición en TEDxFlanders.[22]
- 2015 - Travesía sin apoyo a través el Parque nacional del Valle de la Muerte de norte a sur.[23][24]
- 2016 - Salar trek 2. Travesía sin apoyo del Salar de Coipasa y Salar de Uyuni a pie. Estas dos salinas se encuentran en el Altiplano boliviano.[25][26][27]
- 2018: Expedición Tasmania Winter Trek. Cruzando de norte a sur de Tasmania en el invierno austral, sin reabastecimiento, sin usar caminos ni pistas y durmiendo sólo en una tienda de campaña.
- 2020: HRP2020. Cruzar los Pirineos desde el Océano Atlántico hasta el Mar Mediterráneo, sin suministros, sin asistencia y durmiendo sólo en tiendas de campaña; y subir a la cima del Pico Aneto. Su ruta sigue una variante del HRP (ARP).
- 2021 - Cruzar a pie y con packraft el trekking del Kungsleden con total autonomía y sin asistencia, escalando el monte Skierfe y las cumbres norte y sur del Kebnekaise.[28][29][30][31][32][33]
- 2023 - GTA2023. Cruzar los Alpes franceses desde el mar Mediterráneo hasta el lago Lemán, sin reabastecerse, sin asistencia y durmiendo sólo en tiendas de campaña. Siguió la Grande Traversée des Alpes (GTA) desde Niza hasta Thonon-les-Bains.[34][35][36][37]

### Expediciones culturales y benéficas
- 2009 - Expedición Chocolate Sherpa[38]

### Expediciones científicas y otras
- 2013 - Expedición Cordell a la isla Clipperton. Expedición científica y DXpedición con indicativo TX5K.[39][40][41]
- 2013 - Expedición Río Marañón. Registrado por 6 días el 1 mes balsismo y kayak de la parte superior del río.
- 2013 - Expedición caminata por el Salar. Él intentó- pero falló- atravesar el Salar de Coipasa y el Salar de Uyuni a pie sin ningún resuministro.
- 2016 - Travesía sin apoyo de una parte del desierto de Simpson de oeste a este de Old Andado a Poeppel Corner y pasando por el centro.[42][43]

## Desafíos
- 2020 - El "Desafío Everest Bueren", subir y bajar la montaña Bueren 135 veces con una mochila de 15 kg a la espalda.[44][45]
- 2021 - "Confinado en mi tienda", viviendo durante 1 semana en una plataforma de 5 m² suspendida a 10 m del suelo[46][47][48]
- 2022 - Récord de velocidad autónoma en la ruta GR 70 Stevenson[49][50]

## Películas
A partir de 2021, empezó a producir películas sobre sus expediciones y desafíos. Las películas se estrenan en línea o se proyectan en festivales.
- 2021 - The Mad Belgian: Keep walking[51]
- 2022 - The Mad Belgian: Confined in My Tent[52]

## Premios y reconocimiento

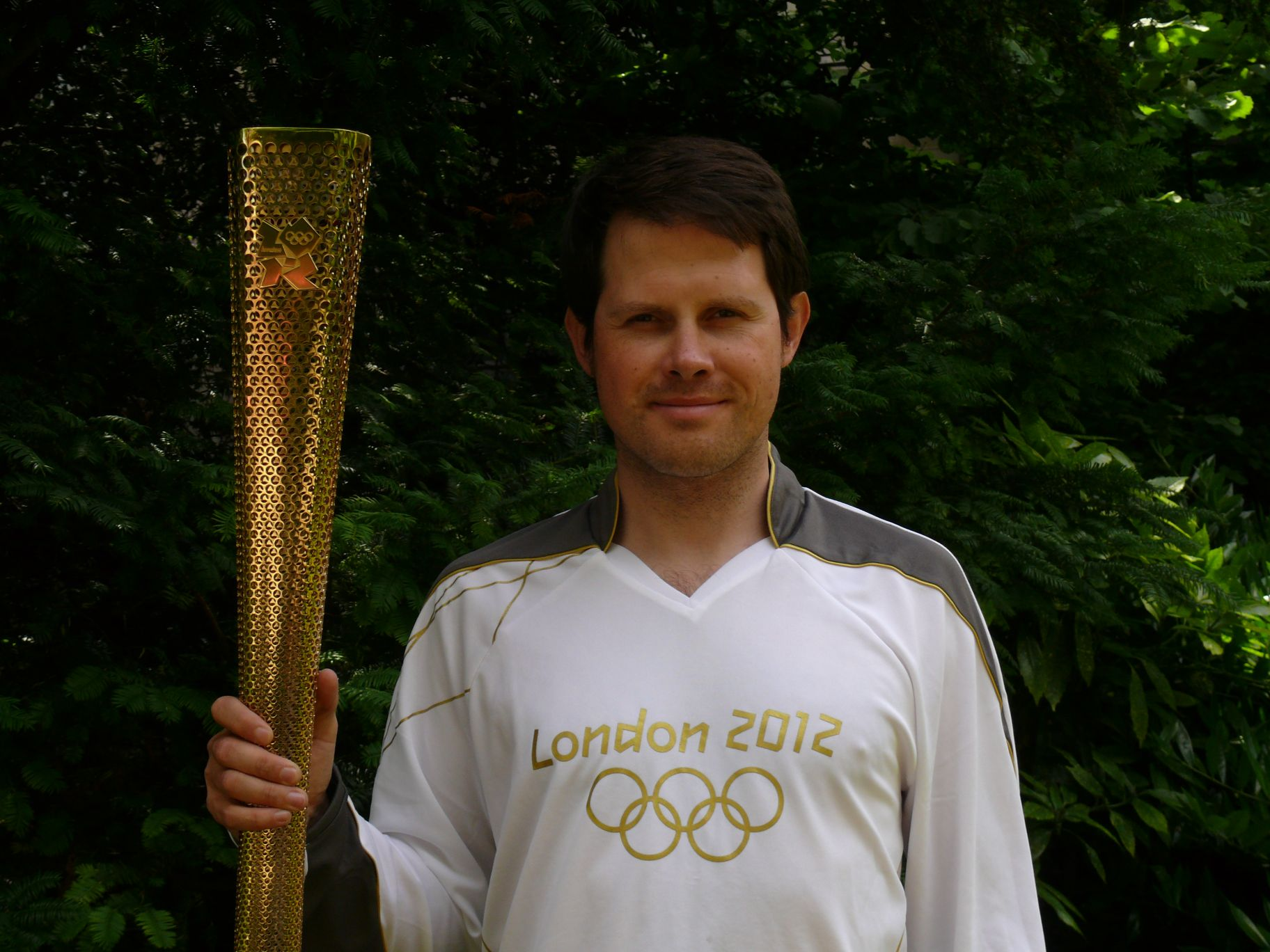
Louis-Philippe Loncke llevando la antorcha olímpica

- En el 2009, fue nombrado Joven talento del año por Baillis of Mouscron.[53]
- La revista Outer Edge seleccionó su travesía por el desierto de Simpson (febrero-marzo de 2011) entre las 10 principales expediciones australianas de todos los tiempos.[54]
- Fue aceptado como miembro del Club de Exploradores (The Explorers Club) en el 2010 y elegido para Fellow en 2014.[55]
- Fue nombrado miembro de la Royal Geographic Society en el 2011.
- En septiembre del 2011, el Instituto Jane Goodall de Bélgica le nombró embajador de buena voluntad para su programa Roots & Shoots.[56]
- Fue seleccionado por el LOCOG para llevar la antorcha olímpica en Choppington el 15 de junio de 2012.[57]
- Photoshoot Finalista Premios concurso OCÉANO 2013, Categoría de contaminación.[58]
- En el Parlamento europeo de Bruselas, el 7 de mayo de 2014, donde Jane Goodall le nombró Caballero de la Juventud, Animales y Plantas en la Orden de la Iguana del Instituto Jane Goodall.
- A la feria ISPO de Múnich, se le otorga el título de Aventurero Europeo del Año 2016.[59][60][61]
- Nombrado Bailli de Honor de Mouscron en 2017[62]
- Clasificada en el puesto 3 de las 10 mejores expediciones de 2018 por ExplorersWeb[63]